# Ковијело (Салерно)
Ковијело је насеље у Италији у округу Салерно, региону Кампанија.
Према процени из 2011. у насељу је живело 33 становника. Насеље се налази на надморској висини од 299 м.